# Republic P-47 Thunderbolt
Republic P-47 Thunderbolt je američki zrakoplov dugog dometa, jednosjed, s jednim motorom koji je tijekom drugog svjetskog rata i Korejskog rata služio kao lovac i lovac-bombarder.
Thunderbolta je razvila američka korporacija Republic Aviation 1941. Prvi let zrakoplova dogodio se 6. svibnja 1941. U uporabu je ušao u studenogu 1942. Ukupno je proizvedeno preko 15,636 primjeraka.